# Донская слобода
Донская слобода — историческая местность на юго-западе Москвы, изначально поселение при Донском монастыре.

## История
Уже в начале XVII в. рядом с Донским монастырём существовала слобода, в которой жили независимые от него лица из разных сословий, платившие монастырю за пользование его землями. Торгово-ремесленное население монастырских слобод в то время не облагалось государственными повинностями.
После принятия Соборного уложения 1649 г., ликвидировавшего привилегии монастырских слобод, жители слободы Донского монастыря, занимавшиеся ремёслами и торговлей, были приписаны к различным тяглым (т. е. облагавшимся государственными налогами и повинностями) слободам. Однако они продолжали жить на монастырской земле. Соборное уложение установило границу городской выгонной земли в 2 версты от Москвы, поэтому монастырь лишился половины слободы, попавшей в эту полосу.
В 1650—1678 годах слобода считалась приписной к Андреевскому монастырю. В 1683 г. правительство выделило Донскому монастырю 20 десятин из городской выгонной земли для того, чтобы монастырь сдавал её под застройку «на оброке». Ещё через несколько лет монастырь получил под заселение территории между монастырской слободой и Калужскими воротами Земляного города на том основании, что на этих пустующих землях жители слободы постоянно подвергались нападениям со стороны «лихих людей». Уже к 1690-м годам эта территория также была застроена.
В документах Донская слобода обычно именовалась подмонастырской, околомонастырской или просто слободой. Фактически она состояла из двух частей. В одной, так называемой «служней слободе», жили монастырские послужильцы, не платившие за пользование землёй. В другой, чаще именуемой просто слободой, селились люди разного звания, которые были обязаны платить за землю. Служняя слобода располагалась около монастыря и включала пять Донских переулков (два из них были переименованы сравнительно недавно). За ними располагалась овражистая местность, где строились кирпичные заводы. Часть монастырской слободы, где жили арендаторы, располагалась между Калужской (ныне Ленинский проспект) и Шаболовской (ныне улица Шаболовка) дорогами от монастыря до Калужских ворот (ныне Калужская площадь). Чёткой границы между этими частями не существовало, так как, с одной стороны, некоторые жители слободы постригались в монахи и отдавали монастырю свои дворы, а, с другой стороны, при сокращении количества монастырских слуг и работников освободившиеся участки сдавались под застройку.
Улица, соединявшая монастырь с Калужскими воротами, называлась Средней (ныне Донская улица).
В слободе находилась Ризоположенская церковь. Она была построена на том месте, где московские власти в 1625 г. встречали персидских послов, привезших в подарок царю Михаилу Фёдоровичу ризу Иисуса Христа. Эта реликвия была помещена в Успенский собор Кремля, в честь чего учредили праздник Положения Ризы Господней. Деревянный храм, возможно, был построен вскоре после этого события, но первое упоминание о нём относится лишь к 1690 г. В 1701—1716 годах был построен каменный храм, сохранившийся до нашего времени.
С 1701 г. монастыри лишили права собирать плату за землю со слобод, эти деньги стали поступать в Монастырский приказ. В 1713 г. из 166 дворов Донской слободы 68 принадлежали тяглецам 14 государевых слобод, в основном, Кадашевской (38 дворов), 29 — представителям приказной администрации, 14 — стольникам, 13 — крепостным крестьянам и дворовым людям, 10 — белому духовенству. В остальных дворах жили купцы Гостиной сотни, военные, мастеровые, иноземцы. Всё население работало вне слободы, а в ней лишь проживало.
В 1731 г. указом Сената жителям улиц, находившихся за Калужскими воротами, было предписано устроить возле своих домов каменные мостовые. В следующем году Сенатом было приказано через каждые 20—30 саженей поставить вдоль них фонари, содержать которые в рабочем состоянии должны были сами «обыватели».
К 1742 г. вокруг Москвы был насыпан Камер-Коллежский вал — таможенная граница города. Донской монастырь с частью слободы оказался внутри этой черты и тем самым вошёл в состав Москвы. Остальная часть слободы вошла в состав Москвы только в 1917 г., когда границей города стала Окружная железная дорога.
Земли, входившие в состав слободы, постепенно застраивались, появлялись новые улицы. Но даже в начале XX века весь район вокруг Донского монастыря был застроен лишь небольшими деревянными домами с палисадниками, а иногда и с обширными садами.
Между улицами Малая Калужская и Донская «Обществом механических заводов братьев Бромлей» был построен машиностроительный завод, вскоре ставший одним из крупнейших в Москве.